# Amenhotep II.
Amenhotep II., včasih tudi Amenofis II., kar pomeni Amon je zadovoljen, je bil sedmi faraon iz Osemnajste egipčanske dinastije, ki je vladal 1427–1401 pr. n. št. ali 1427–1397 pr. n. št, * ni znano, † 1401 ali 1397 pr. n. št.
Od očeta Tutmoza III. je nasledil ogromno kraljestvo, katero je obdržal s številnimi vojnimi pohodi v Sirijo. Vojskoval se je mnogo manj kot oče in sklenil učinkovito premirje Mitanijem, drugim močnim kandidatom za oblast v Siriji. 

## Družina in mladost
Amenhotep je bil sin faraona Tutmoza III. in njegove manj pomembne žene Meritre-Hačepsut in ni bil faraonov prvorojenec. Slednji je bil njegov brat Amenemhet, sin faraonove prve žene Satije, ki je bil v Tutmozoven 24. letu vladavine nadzornik Amonove črede.  Med 24. in 35. letom Tutmozove vladavine sta kraljica Satija in princ Amenemhet umrla in faraon  se je poročil z Meritre-Hačepsut, ki ni bila kraljevskega porekla. Rodila je več otrok, med njimi tudi bodočega faraona Amenhotepa II. Princ je odraščal v Memfisu in ne v tradicionalni prestolnici Tebah. Kot princ je nadziral dobave lesa v ladjedelnici Peru-nūfe v Memfisu in postal setem,  visoki svečenik Spodnjega Egipta. Več napisov omenja, da je bil pred kronanjem poveljnik armade in dober atlet, nič slabši od svojega očeta. Zanj je trdil, da je bil sposoben s puščico prebiti za dlan debelo bakreno tarčo in s svojo ladjo veslati hitreje in dlje kot dvesto drugih pripadnikov mornarice. Egiptologi imajo te podatke za pretirane.
Amenhotep je prestol nasledil prvi dan četrtega meseca Akheta, čeprav je oče umrl trinajsti dan tretjega meseca Pereta. Če egipčanski kronski princ ni zasedel prestola prvi dan po očetovi smrti, je to pomenilo, da je bil pred tem očetov mlajši sovladar. Njuno sovladanje je trajalo verjetno dve leti in štiri mesece.
Po napisu na steli Velike sfinge je bil ob prevzemu oblasti star osemnajst let:
Zdaj se je njegovo veličanstvo izkazalo kot kralj in eleganten mladenič, dobro razvit, ki je v svoji moči in hrabrosti dopolnil osemnajst let.
Po prihodu na prestol se je poročil s Tiao, dekletom neznanih staršev. Z njo naj bi imel deset sinov in hčerko. Najpomembnejši sin je bil Tutmoz IV., ki je postal njegov naslednik. Nekaj dokumentov kaže, da je imel več kot omenjenih enajst otrok, vendar zanje ni povsem zaneslivih dokazov.

## Datumi in dolžina vladanja
Datuma začetka njegovega vladanja zaradi številnih podatkov iz obdobja njegovega očeta Tutmoza III. ni bilo težko določiti. Razpoložljivi podatki so začetek Tutmozovega vladanja omejili na leto 1504 ali 1479 pr. n. št.  Tutmoz III. je umrl po 54 letih vladanja Sovladanje z  očetom bi lahko začetek Amenhotepovega vladanja pomaknilo dve leti in štiri mesece nazaj, se pravi na leto 1427 pr. n. št. po nizki kronologiji ali 1454 pr. n. št. po visoki kronologiji Starega Egipta. 
Dolžino njegove vladavine je mogoče ugotoviti iz napisa na vinskem vrču s faraonovim priimkom, ki so ga odkrili v njegovem pogrebnem templju v Tebah. Datiran je v 26. leto njegove vladavine, ki je hkrati najvišje. Na vrču je tudi ime trgovca z vinom Panešija. Pogrebni templji so bili običajno založeni ob faraonovi smrti ali malo pred njo, se pravi da Amenhotep II. ni vladal mnogo več kot 26. let. Alternativna teorija poskuša dokazati, da je vladal 35 let, kar je absolutno največja mogoča dolžina. Po tej kronologiji je vladal od leta 1454 do 1419 pr. n. št. Te teorije ni mogoče zanesljivo dokazati, predvem zato, ker bi bil Amenhotep ob smrti star 52 let, analiza njegove  mumije pa je dokazala, da je bil ob smrti star približno 40 let. To pomeni, da je verjetno res vladal 26 let, se pravi od leta 1427 do 1401 pr. n. št.

## Zunanje zadeve
Amenhotepov prvi vojni pohod je potekal v tretjem letu njegove vladavine.  Prečkal je reko Oront, napadel sovražno Katno in osvojil bogat plen, v katerem je bila tudi oprema mitanskega voznika bojnega voza. Faraon, znan kot zelo močan in hraber mož, naj bi v Kadešu sam ubil sedem upornih princev in uspešno končal pohod v Sirijo. Po pohodu je ukazal, da se trupla sedmih princev z glavo navzdol obesijo na premec njegove ladje. Po prihodu v Tebe so šest  princev obesili na mestno obzidje. Sedmega so odpeljali v uporniško Nubijo in ga obesili na obzidje Napate kot zgled, kaj lahko pričakujejo oporniki, in zastraševanje vseh nubijskih nasprotnikov egipčanske oblasti. Emenhotep svoj pohod v Sirijo na steli v Amadi šteje za prvega, včasih pa za drugega, kar povzroča nekaj zmede. Zmeda se je rešila tako, da se za prvega šteje njegov samostojen pohod pred očetovo smrtjo, za drugega pa prvi med njegovo vladavino.
Aprila sedmega leta njegove vladavine se je soočil z velikim uporom v Siriji. Uprla se je vazalna država Naharin. Upor so nejverjetneje spodbudili egipčanski rivali  Mitanci. Stela slave, postavljena po pohodu, ne omenja nobene velike bitke in se lahko bere na več načinov. Njegov pohod bi lahko bil podoben enemu od pohodov njegovega očeta v Sirijo, na katerem se je spopadal samo z majhnimi vojaškimi posadkami in prisilil mesta na prisego zvestobe, ki so jo po njegovem odhodu takoj prelomila. Po drugi strani zgleda, da sta dva tedna, v katerih je bil  Amenhotep najbliže mitanske meje, izpuščena, kar lahko pomeni, da je bila njegova vojska v tem času poražena.
Amenhotepov zadnji pohod se je zgodil v devetem letu njegove vladavine. Na njem očitno ni prišel dlje kot so Galilejskega jezera. Iz seznama plena s tega pohoda je razvidno, da je domov pripeljal 101.128 sužnjev. Številka je zagotovo pretirano visoka, tudi če je vanjo vštel ujetnike s prejšnjih pohodov, na primer 15.070 prebivalcev Nukaša s pohoda v sedmem letu vladanja.
Po tem pohodu se egipčanska in mitanska vojska nista nikoli več spopadli. Kraljestvi sta očitno dosegli nekakšno premirje. Amenhotep omenja, da so kralji Babilonije, Hetitov in Mitancev po devetem letu njegove vladavine plačevali letni davek, kar bi lahko bilo samo  domišljavo hvaljenje. Po drugi strani so na obzidju Kanaka odkrili napis, ki pravi,  da so princi Mitanija prišli prosit Amenhotepa za mir, česar ni mogoče tako preprosto pojasniti. Naraščajoča moč Hetitov je zelo verjetno prisilila Mitance, da so iskali egipčansko zavezništvo, ki je bilo sklenjeno v obdobju pred Amenhotepovim prihodom na prestol, veljati pa je začelo šele po Amenhotepovih vojnih pohodih. Amenhotep se je po vojnih pohodih osredotočil na notranje zadeva, morda z eno samo izjemo. Zgleda, da je napadel Nubijo, ker napis v svetišču Amenhotepovega nubijskega podkralja omenja, da so Nubijci potem plačevali letni davek, letnice pohoda pa ne omenja.

## Gradnje
Tutmoz III. se je posvečal predvsem širjenju Karnaka, Amenhotep II. pa se je v nasprotju z njim  osredotočil predvsem na širjenje manjših templjev po celem  Egiptu. Z napisa v Turi je razvidno, da je Minmoz, nadzornik gradbenih del njegovega očeta, nadziral gradnjo več templjev v Nilovi delti. v Gornjem Egiptu je zgradil več manjših templjev, med njimi tudi v Medamudu, el-Todu in Armantu. Karnak tudi med Amenhotepovo vladavino ni bil povsem zanemarjen.  Amenhotep je dal med četrtim in petim stebrom postaviti stolp v spomin na prejem davka iz Mitanija. V Nubiji je zgradil at Qasr Ibrim in Semno in dal okrasiti tempelj v Kalabši. Njegov najbolj znan tempelj v Nubiji je tempelj v Amadi. Tempelj je začel graditi že Tutmoz III. Posvečen je bil bogu Horu, čeprav je zlahka opazna tudi prisotnost Ra-Harahtija in Amon-Raja. Amenhotep II. je zaključil njegovo gradnjo in nanj napisal zapis o vojnem pohodu v tretjem letu svoje vladavine, ki je bil do leta 1942 edini vir podatkov o njegovih vojnih pohodih.

### Grobnica
Amenhotepovo mumijo je marca 1898 odkril Victor Loret v njegovi grobnici KV35 v Dolini kraljev. Mumija je bila v izvirnem sarkofagu. Faraon je svoj pogrebni tempelj zgradil na robu tebanske nekropole. V njegovi bližini je bil kasneje zgrajen  Ramesseum, ki je bil že v antiki uničen. V Amenemhetovi grobnici KV35 so bile tudi krste z mumijami več drugih faraonov Novega kraljestva, vključno s Tutmozom IV., Setijem II., Ramzesom III., Ramzesom IV. in Ramzesom VI.  V Amenhotepovo grobnico jih je v obdobju Enaindvajsete dinastije prenesel visoki Amonov svečenik Pinedžem II. med vladanjem faraona Siamona, da bi jih zaščitil pred roparji grobnic. 
Najbolj podrobno in uravnoteženo razpravo o kronologiji, dogodkih in vplivu vladavine Amenhotepa II. je napisal  Peter Der Manuelian v knjigi o tem kralju iz leta 1987.

## Osebnost  in zadnja leta vladanja
Stela iz zadnjih  let Amenhotepove vladavine kaže na njegov odnos do Neegipčanov. Zapis je bil napisan leta 23, 1. dan meseca aheta, na dan praznovanja obletnice  Emenhopetovega prihoda na prestol. Napis je kopija osebnega pisma, ki ga je faraon sestavil za Usersateta, podkralja Kuša (Nubija). V njem ga spominja na skupne vojne pohode v Sirijo in kritizira njegovo opravljanje nalog podkralja:

Kopija ukaza, ki jo je Njegovo veličanstvo napisalo samo, s svojo roko, podkralju Usersatetu. Njegovo veličanstvo je v (kraljevi) rezidenci … uživalo praznik sedé in pilo. Poglej, ta kraljev ukaz je namenjen tebi,  ki si v daljni Nubiji, heroju, ki je iz vseh tujih dežel pripeljal bogat plen, vozniku bojnega voza … tebi (ki si) gospodar žene iz Babilona in služkinje iz Biblosa, mladega dekleta iz Alalaha in stare žene iz Araphe. Zdaj so ti ljudje iz Teksija (Sirija) brez vrednosti - za kaj so sploh dobri? Še eno sporočilo za podkralja: ne zaupaj Nubijcem, ampak se bój njih in njihovih čarovnij. Vzemi tega služabnika iz ljudstva, na primer, katerega  si naredil za uradnika, čeprav ni uradnik, katerega si predlagal Njegovemu veličanstvu;  ali si želel  opozoriti na pregovor: »Če nimaš zlate bojne sekire z jedrom iz brona, je dobra tudi težka akacijeva gorjača«? Zato ne poslušaj njihovih besed in ne upoštevaj njihovih sporočil«

Faraonovo pismo je na Usersateta naredilo tako velik vtis, ali pa se ga je ustrašil, da ga je ukazal vklesati v stelo na drugem Nilovem kataraktu.
Amenhotep II. ni omenjal imen svojih kraljic. Nekateri egiptologi teoretizirajo, da je imel občutek, da bi kraljice postale preveč vplivne, če bi jih naslavljali na primer z »žena boga Amona«. Poudarjajo tudi dejstvo, da je sodeloval v očetovem odstranjevanju Hačepsutinega imena s spomenikov in uničevanju njenih podob. 
Uničevanje Hačepsutunih podob se je začelo med Amenhotepovim sovladanjem v očetovi visoki starosti, vendar se je med njegovim vladanjem končalo. Faraon se je kljub temu morda navzel očetovega strahu, da bi na prestol prišla še ena ženska. Kljub njegovim prizadevanjem je mogoče, da je Ehnatonova sovladarica  pred koncem Osemnajste dinastije vladala kot faraonka.